# 電子たばこ

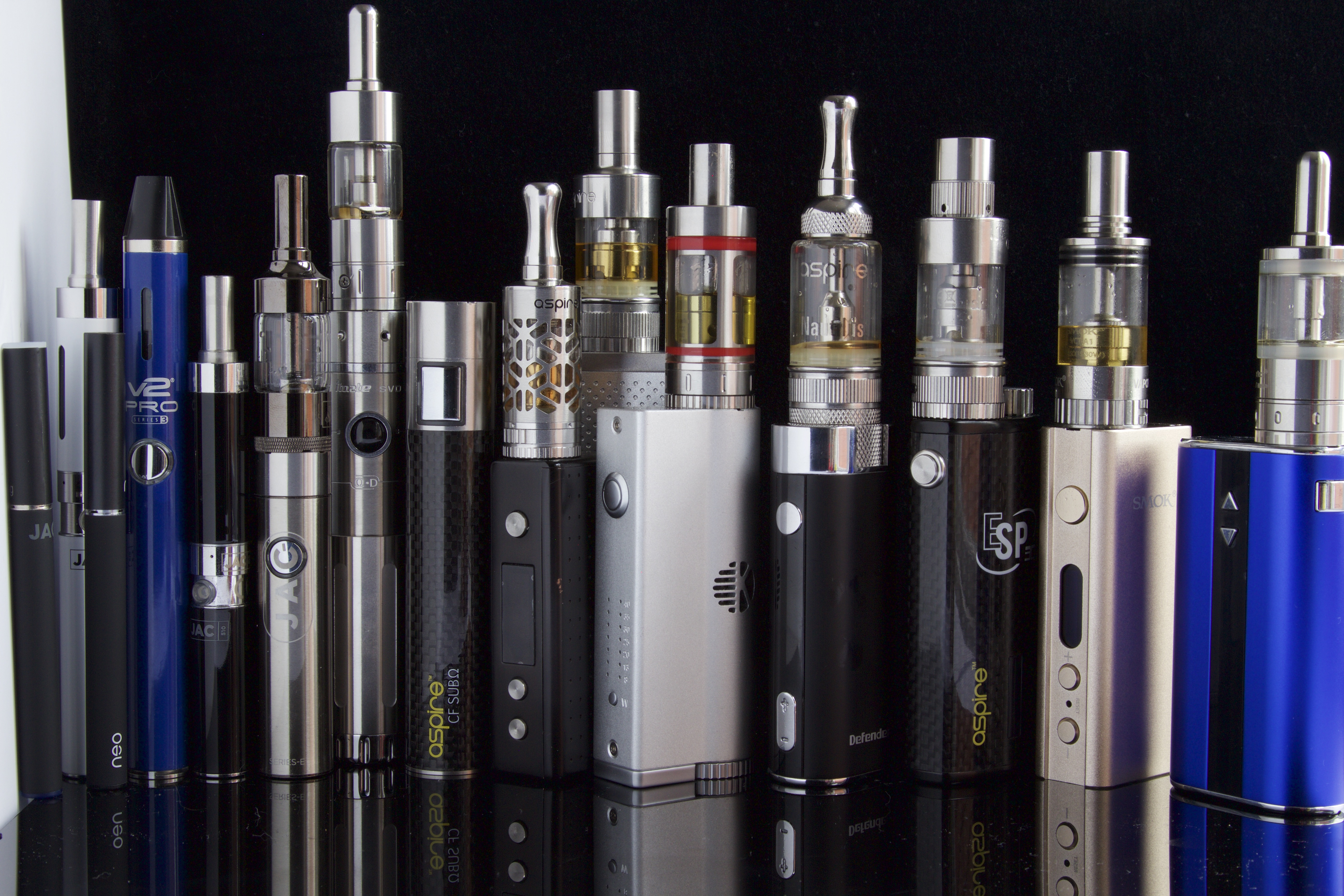
様々な電子たばこ。

電子たばこ（でんしたばこ､英語: electronic cigarette, e-cigarette, e-cig）とは､喫煙を模するための器具。eリキッド、あるいは単にリキッドと呼ばれる液体を、電熱線の発熱によって気化させ、その蒸気が冷えてエアロゾル（霧状）となったものを利用者は吸引する。一般にアトマイザー（加熱装置）、電池、リキッドを入れるためのカートリッジまたはタンクからなる。特に器具のことを指して「ヴェポライザー」といい、英語では俗に「ヴェイプ (vape)」ともいう。 また電子タバコを利用することを指す「ヴェイピング (vaping)」という言葉もある。

## 概説
たばこ事業法のたばこ製品や喫煙具類などにあたらず、雑貨類に分類されるので、二十歳未満でも購入可能だが、二十歳未満は購入しないよう販売店が規制（注意喚起）している場合がほとんどである｡
用いられる液体はニコチンを含み､プロピレングリコール､グリセリン(グリセロール)､水､香料からなる。任意でニコチンを追加することもできる。ただし日本国内で市販されているのはニコチンを含まない液体である（後述）｡
構造
器具は、メーカーや製造時期により設計が異なるが、一般的には電池、電熱線、マイクロプロセッサ、液体を保持するための綿状の構造体、筒状の構造体、などから成る。設計の違いにより第一世代、第二世代、第三世代...などと呼ばれている。　＞#第1世代と第2世代、#第3世代

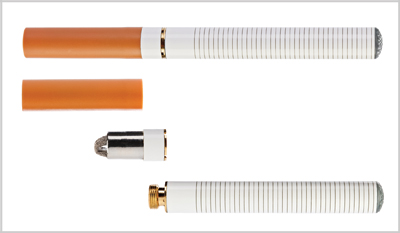
第一世代の製品の構造の例
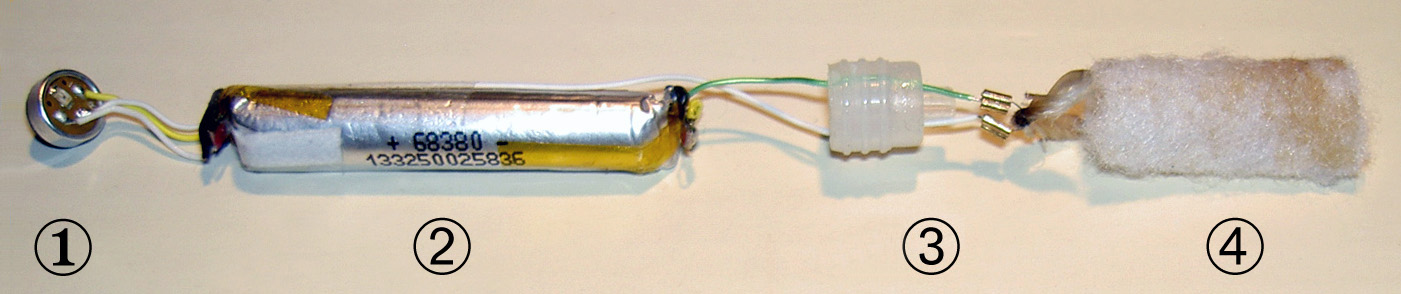
部品群の例
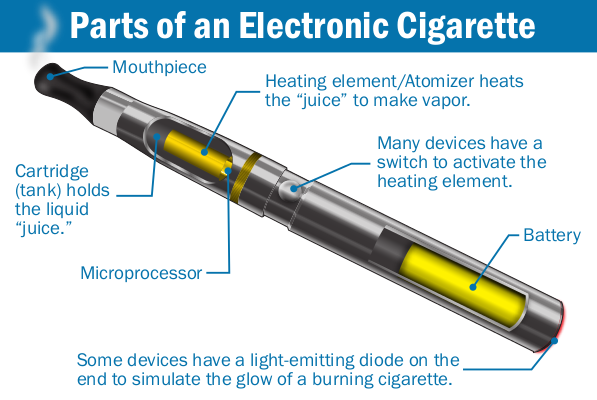
別の製品の構造の例

有害性
有害性については、様々な議論があったが、2019年に世界保健機関（WHO）は、電子たばこや加熱式たばこは健康上のリスクを減らすわけではなく有害であるとする報告書を発表し、紙巻きたばこと同様に規制を行うべきとの見解を示している。＞#健康への悪影響
また大抵、リチウムイオン二次電池を内蔵しており、電池の品質不良や携帯時に受けた衝撃などによって発火・爆発事故を起こすリスクがある。＞ #爆発事故の危険性
歴史
1965年に米国のハーバート・A.ギルバートが電熱式の霧状たばこの米国特許を取得。マイクロプロセッサを持つ電子たばこは、2003年に中華人民共和国の漢方医、韓力（ホン・リク） によって初めて実用化され「Electronic atomization cigarette」（電子噴霧喫煙具）として特許を取得した。　＞#歴史
日本
日本ではニコチンを含有する電子たばこ用の液体は、薬事法にて「医薬品」とされるため、日本国内では市販されていない。ただし、国外からの個人輸入は可能である。なお、日本ではタバコ葉の成分を摂取するプルームや、iQOS（アイコス）といった製品が販売され、「電子たばこ」として取り上げられているが、こちらは世界的に見ると「電子たばこ」ではないので加熱式たばこにて分けて記載する。たばこの規制に関する世界保健機関枠組条約がその第1条で、たばこ製品として対象にしているのは、葉タバコを原料とした製品であることからも、この両者は異なる。
日本での路上での使用の可否も、各自治体によって異なる。
この項目での「たばこ」の言及は、主に使い捨ての紙巻きたばこ (cigarette) を指す。有害性については液体式の研究についてである。
「vape」「vaping」という表現

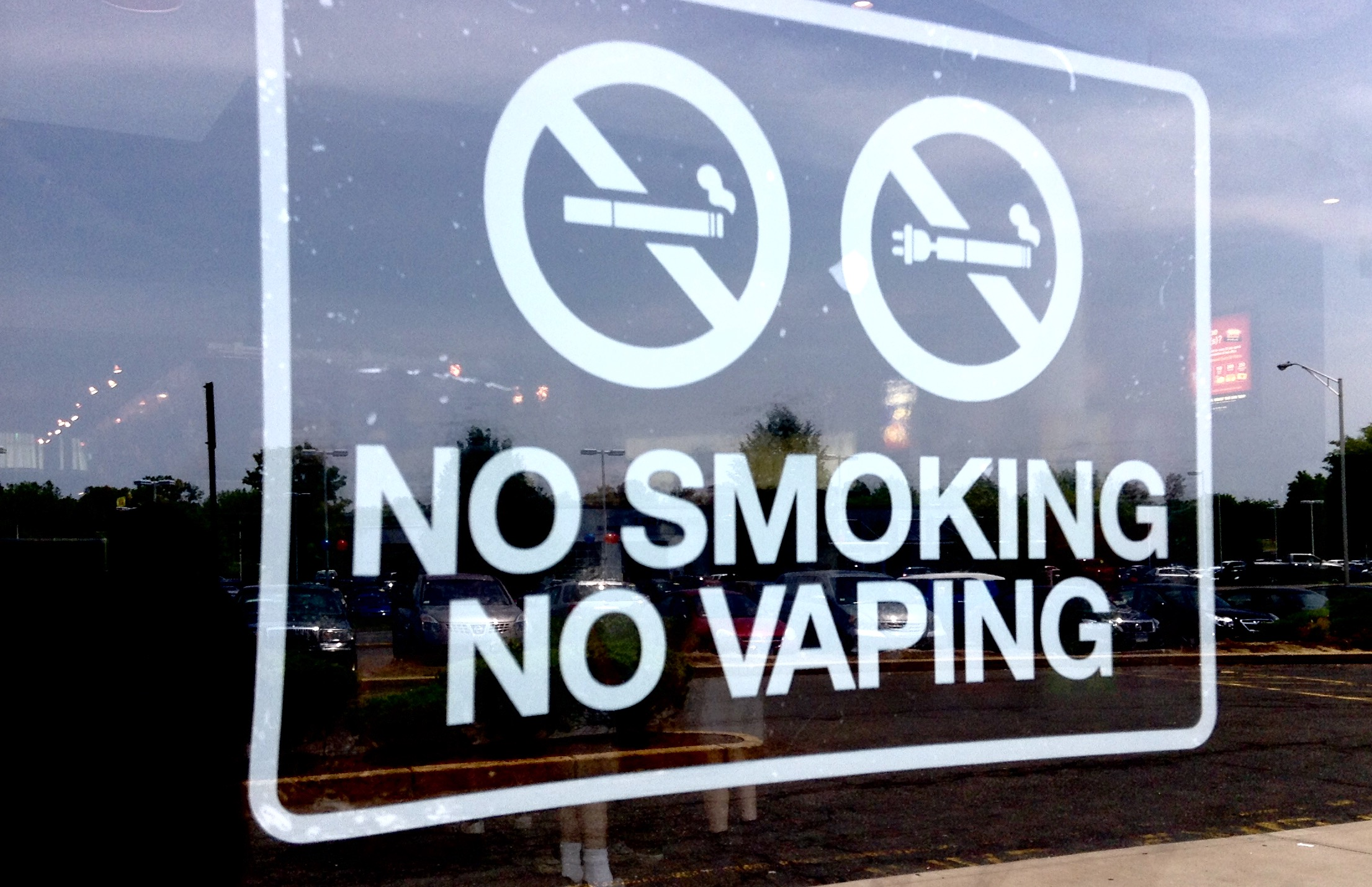
喫煙禁止 No Smoking と並んで示された No Vaping。

英語では、電子たばこ（器具）は、俗語では vape（発音:veip:ヴェイプ）と呼ばれている。オックスフォード大学出版局の『オックスフォード英語辞典』では、2014年の英単語（Word of the Year 2014）として vape が選ばれた。
『オックスフォード英語辞典』には、vapeの意味するところとして、noun（名詞）としての用法の「電子たばこあるいは類似の機器」および、verb（動詞）としての用法「電子たばこあるいは類似の機器によって作られた蒸気を吸い込んだり吐き出したりする行為」が挙げられている。電子たばこ蒸気を吸い込んだり吐き出したりすることは、動名詞で表現し「vaping ヴェイピン（グ）」となる。
ニコチンを使用できない日本向けの製品として、ファッションプロデューサーのニコラ・フォルミケッティが手掛けた「DR.VAPE」として製品名にも利用されている。
vapeの語源は、vapor（蒸気）、あるいは、vaporize（気化する）であるとされている。

## 歴史
最初に電熱式の霧状たばこを作ったのは、米国のハーバート・A.ギルバートである。1965年に「Smokeless non-tobacco cigarette」（無煙・非タバコ・シガレット）として特許が付与された。このデバイスは、電気的に加熱する事によって、ニコチンなしで風味をつけた湿った蒸気を生成した。
マイクロプロセッサを持つ電子たばこは、2003年に中華人民共和国の漢方医、韓力（ホン・リク） によって初めて実用化され、「Electronic atomization cigarette」（電子噴霧喫煙具）として特許を取得したが、当時の中国では全く売れなかった。2014年には466のブランドが存在した。電子たばこ市場は、欧米を中心に急成長しており、調査会社のユーロモニターによると、2014年度の市場規模は約35億ドル（約3500億円）となっており、米国はその約半分を占め、欧州連合（EU）が約10億ドル（約1000億円）。英国はEU加盟国で最大の約3億ドル（約300億円）であるという。
2013年のシステマティック・レビューでは、電子たばこの使用者の大半が喫煙者か元喫煙者であり、禁煙や健康的な製品であるため使用を開始していることが多い。

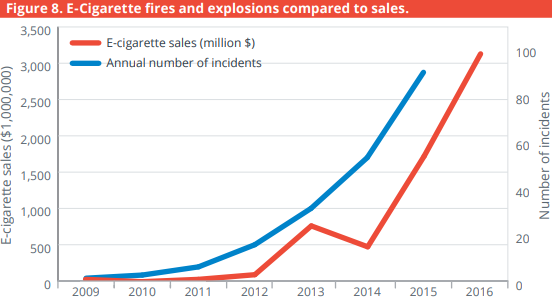
米国での、電子たばこの販売数の推移、および電子たばこの発火・爆発事故の件数の推移のグラフ

2015年のイギリス議会において保守党のマーク・ポージー下院議員が、英国公衆衛生庁がたばこの喫煙よりも95％安全と広報していることを人口の半数が知らないと指摘し、これに対して当時のデーヴィッド・キャメロン首相は、電子たばこは喫煙を置換しており、国民の健康を改善するための正当な方法であることをはっきりと説明すべきであると答えた。
米国の中高生でニコチン入り電子たばこの喫煙率が急上昇し、その過半数がフルーツ味などのフレーバータイプであるため、2018年にアメリカ食品医薬品局（FDA）は風味付き電子たばこの販売を店頭販売のみに規制していく方針を示した。
日本
日本においても2008年頃からメディアなどで取り上げられた。日本では2015年9月にフィリップモリス社は、火を使わずにタバコ葉を加熱するiQOS（アイコス）を発売し、2016年1月で東京都で推定2.4%、12都道府県で1.6%のシェアとなっていることを報告した。→#日本

### ニコチン以外の摂取
米国や欧州において、危険ドラッグの新タイプとして電子たばこ専用リキッドが出回る問題が発生している。主な成分は危険ドラッグに使われる物質と同様で主に合成カンナビノイドであり、若者がこういった電子たばこを用いて危険ドラッグを使用し、救急搬送されるケースが相次いでいる。医療大麻の摂取手段としても検討されている。
加熱による生成物質も摂取することとなる。主な有害生成物質はジエチレングリコールやアクロレインが報告されている。このアクロレインはグリセリンの加熱によって生成される。

## 液体型の電子たばこ
電子たばこは、通常はリチウムイオン二次電池（充電池）が用いられたバッテリーを備え、アトマイザー（噴霧器）に補充されている液体に対して、抵抗器（≒電熱線、電熱器）から熱を発生させることによってエアロゾル（霧）状に噴霧する装置である。

### 第1世代と第2世代

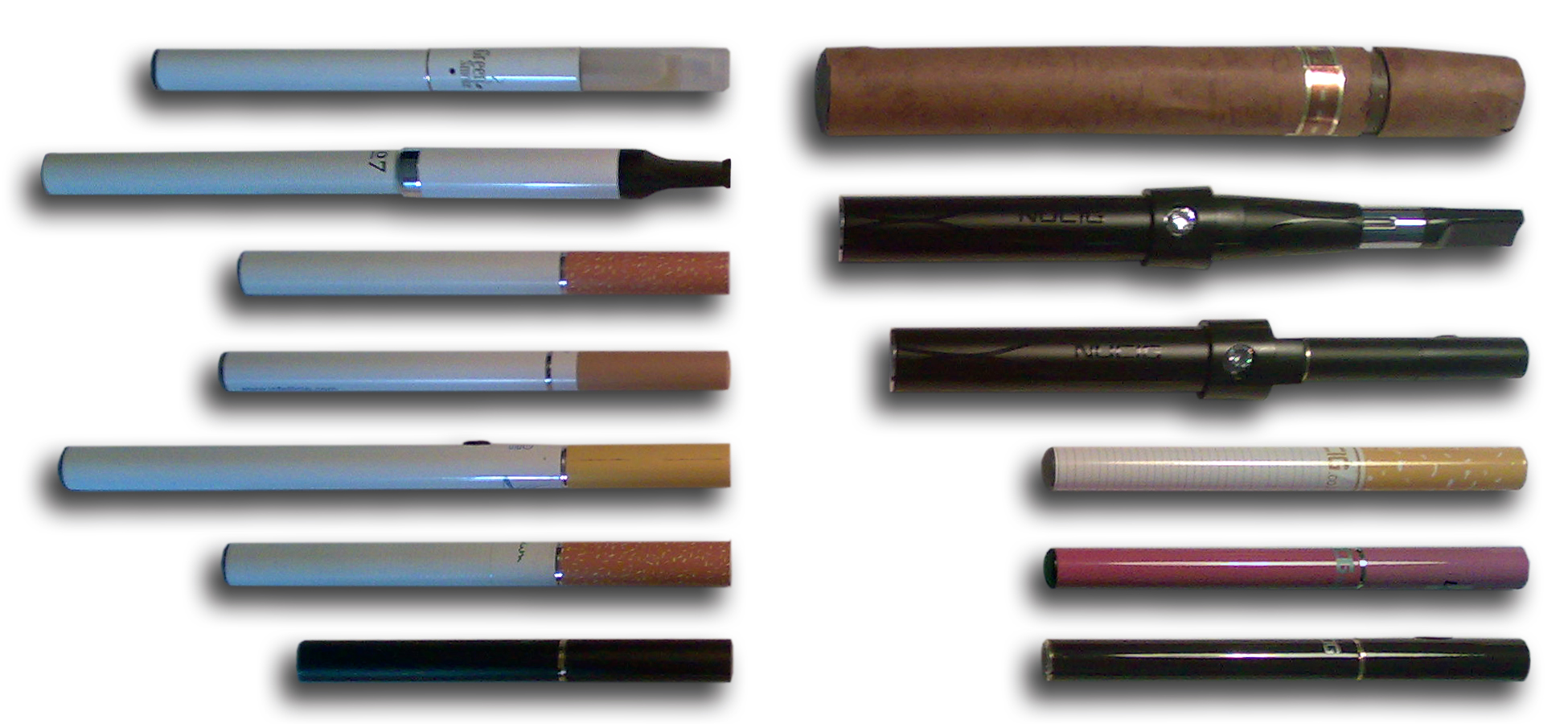
様々な紙巻きたばこ型の第一世代の電子たばこ。

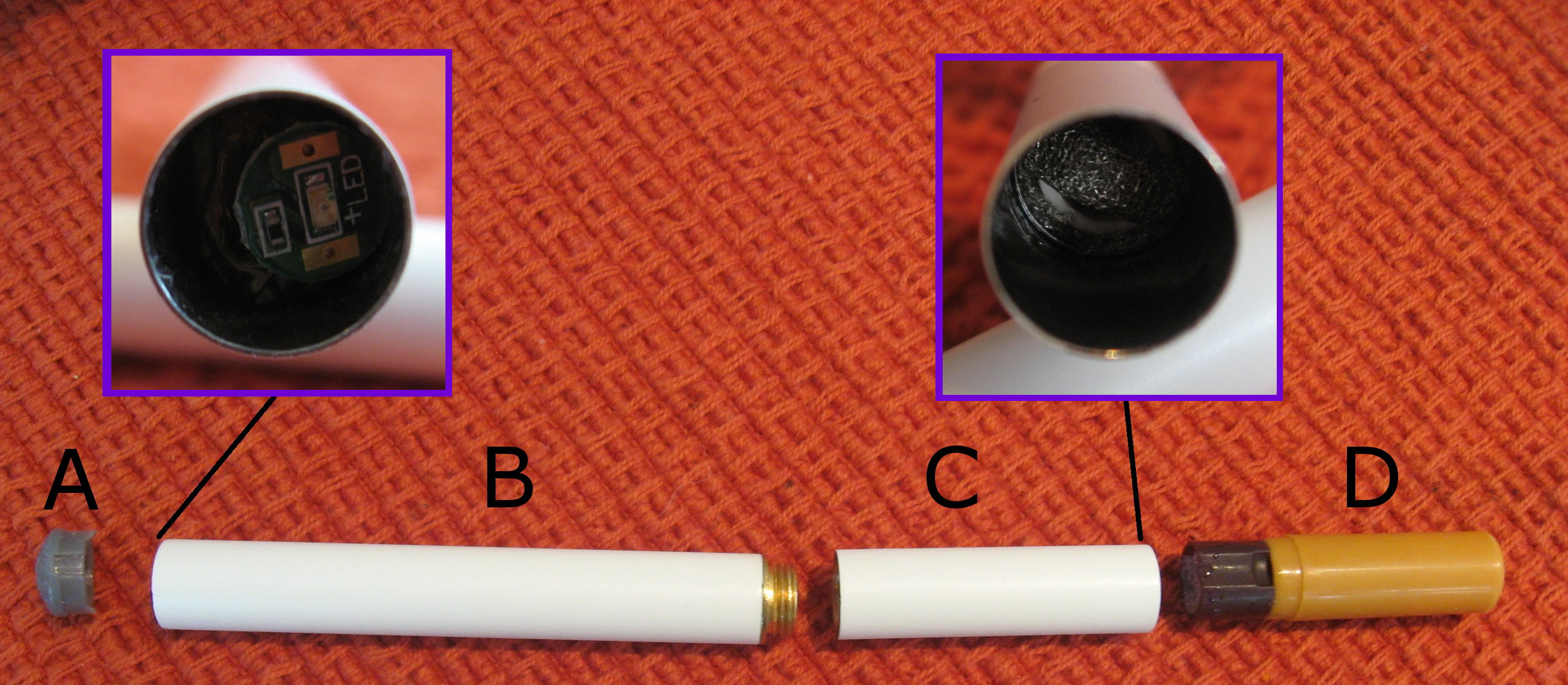
例
A:LEDカバー、B:バッテリ、C:アトマイザー、D:マウスピース

第一世代の電子たばこは、通常のたばこを模した外観をしている。形状は葉巻型、パイプ型、紙巻たばこ型など様々なものがあるが、構造的には全てほぼ同じである。
バッテリー、噴霧器としての本体、カトマイザーと呼ばれる風味や成分を含んだカートリッジ、から構成されている。電池は、通常はリチウムイオン二次電池を使用しており、継ぎ足し充電が可能である。
カートリッジをケースから取り出して充電済みの電池本体と共にカートリッジにセットし、手動タイプではスイッチボタン、自動タイプでは吸い口から吸引すると自動的に気流センサーが反応して、カートリッジ内の液体を霧状化、吸い口から霧状の希釈液を噴出する。これは吸引した程度では霧状のままのため、そのまま吐き出すと実際の煙のように見える。これを肺まで深く吸引した後に吐き出しても実際の煙草同様に煙が見える。これは噴射された霧状の粒子が煙草の煙の粒子とほぼ同じ大きさのため、水分吸収されにくく、長く残るためである。色や煙（霧状）の状態や、長く煙（霧状）が空気中に漂って見えるのも実際の煙と同様であるのはそのためである。また、吸引すると同時に先端の赤色LEDが発光し、本当に火をつけて吸っているように見える。
第二世代では、バッテリーが高容量となり、液体を。補充することができるアトマイザー（噴霧器）によって、ランニングコストを減らすことが可能となった。抵抗とコイルを変更することができ、これを使用者が独自に設定するための「リビルダブル」が可能な製品もある。
カートリッジあるいは詰め替え用の液体は、ニコチンの含有量によって数種類用意されている。ニコチンを含まないものもある。CHILLAXYなどのCBD入り健康食品メーカーから、ニコチン以外にもCBDを含有したもの、果物の香りといったタバコ以外の香料を配合したカートリッジあるいはオイルが販売されている。

### 第3世代

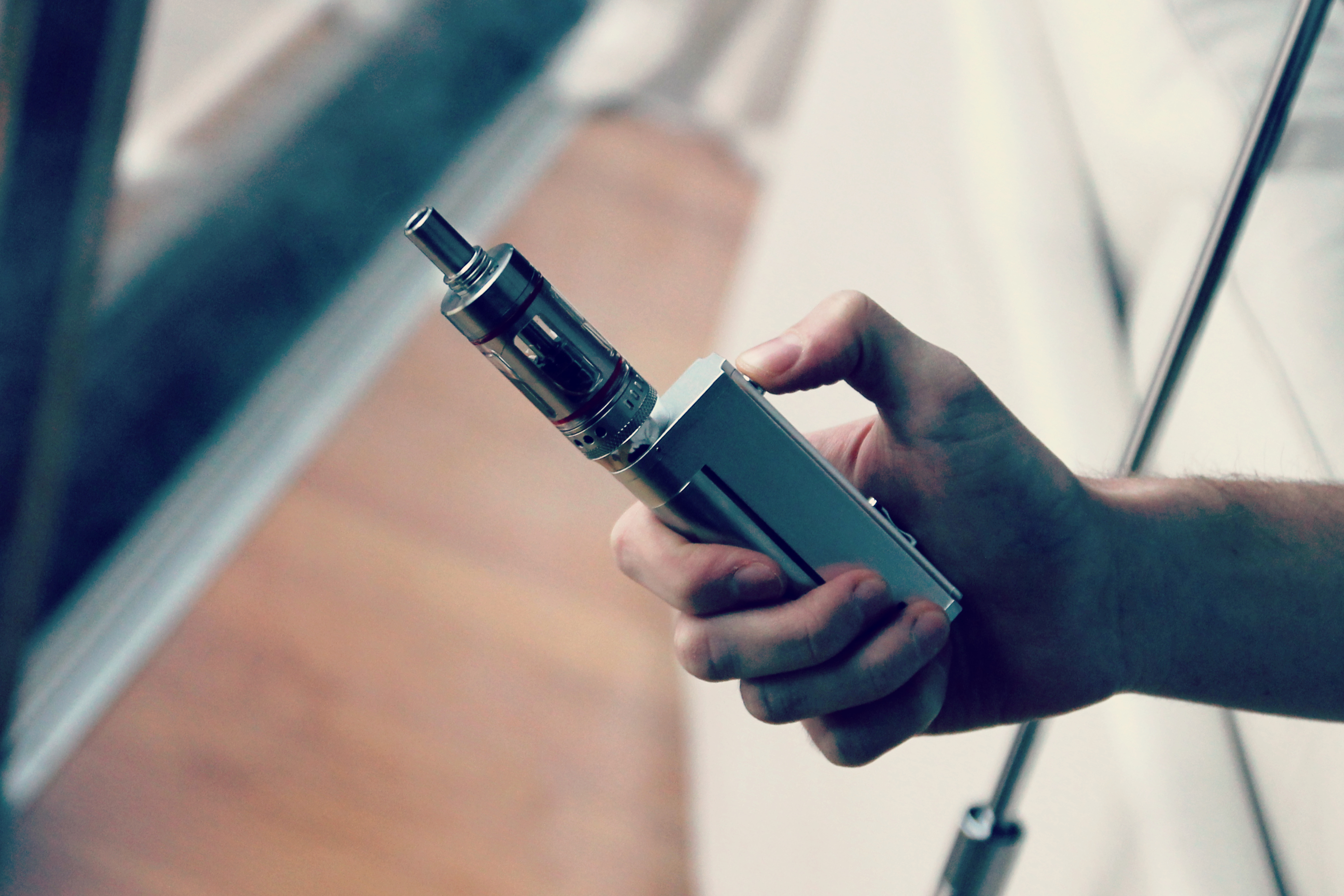
バッテリーが大型化した第三世代の電子たばこ。可変電圧を備える製品も多い。

2014年には第3世代の電子たばこが大きく広まった。第3世代の電子たばこは、液体を補充できるアトマイザーと、大容量となったリチウムイオン二次電池のバッテリーを使用し、電圧や電力（ワット数）を変更できる回路が組み込まれている Mods（modifications、変更・改良といった意味）と呼ばれる本体からなる。

### バッテリー
バッテリーは、容量によって電気の持続時間が違う。爆煙タイプ（蒸気がたくさん出るもの）などはバッテリー容量が比較的大きくないとすぐに充電が切れてしまうが、通常の電子たばこは、付属のバッテリーで充分まかなえる。
バッテリー自体は、バッテリーが本体内に内蔵されているものと、バッテリー別体のタイプがある。最近は本体にバッテリーが内蔵されており、直接充電できるタイプが多い。充電用のUSBケーブルのみ付属している場合が多い。これをコンセントで充電する場合は、USB用対応ACコンセントを購入することで充電可能となる。
出力を調整できる可変タイプの本体と、出力が可変できない固定のものに分かれるが第3世代以降の電子たばこは、電力などが調整可能なバッテリーは、最大出力にすると、多くの蒸気を出す事が可能である。しかし当然電力消費量も多くなるため、容量の大きなバッテリーを使う必要がある。
サブオームに対応した電子たばこは、アトマイザーへの抵抗値が1.0Ω（オーム）以下のものを言う。抵抗値が低いほど、より多くの蒸気を出す事が可能である。欧米では昨今「エンターテインメントとしての電子たばこ競技」でサブオーム対応型が多く使用されている。アトマイザーには、サブオームに対応しているものと、していないものがある。

### アトマイザー
液体（リキッド）を補充するためのアトマイザーによって、液体が入るタンクの容量が異なる。また、タンクの材質には、プラスチックと硝子があり、一般的に変質しにくい硝子のほうが良いとされている。硝子は割れることがある。
アトマイザーは空気調整の穴が開いたものが多くなっている。電子たばこを吸う際に、穴を大きくすると、軽く吸うだけで多くの風味つき蒸気が吸え、逆にこの穴が小さいと吸い心地が重たくなる。
アトマイザー内のタンクに入れられた液体を、コイルを通じて熱で処理する。このコイルの性能次第で多くの煙が出たり味も変わる。コイルは、基本的にそのアトマイザーに対応したものを使用するが、若干互換性のあるコイルもある。コイルの抵抗値によって適正なワット数がある。
コイルを定期的に交換したり、ドリップチップの清掃など手入れしたりする事が必要である。口に入る吸引部分はドリップチップと呼ばれ、交換可能となっている。

## 日本

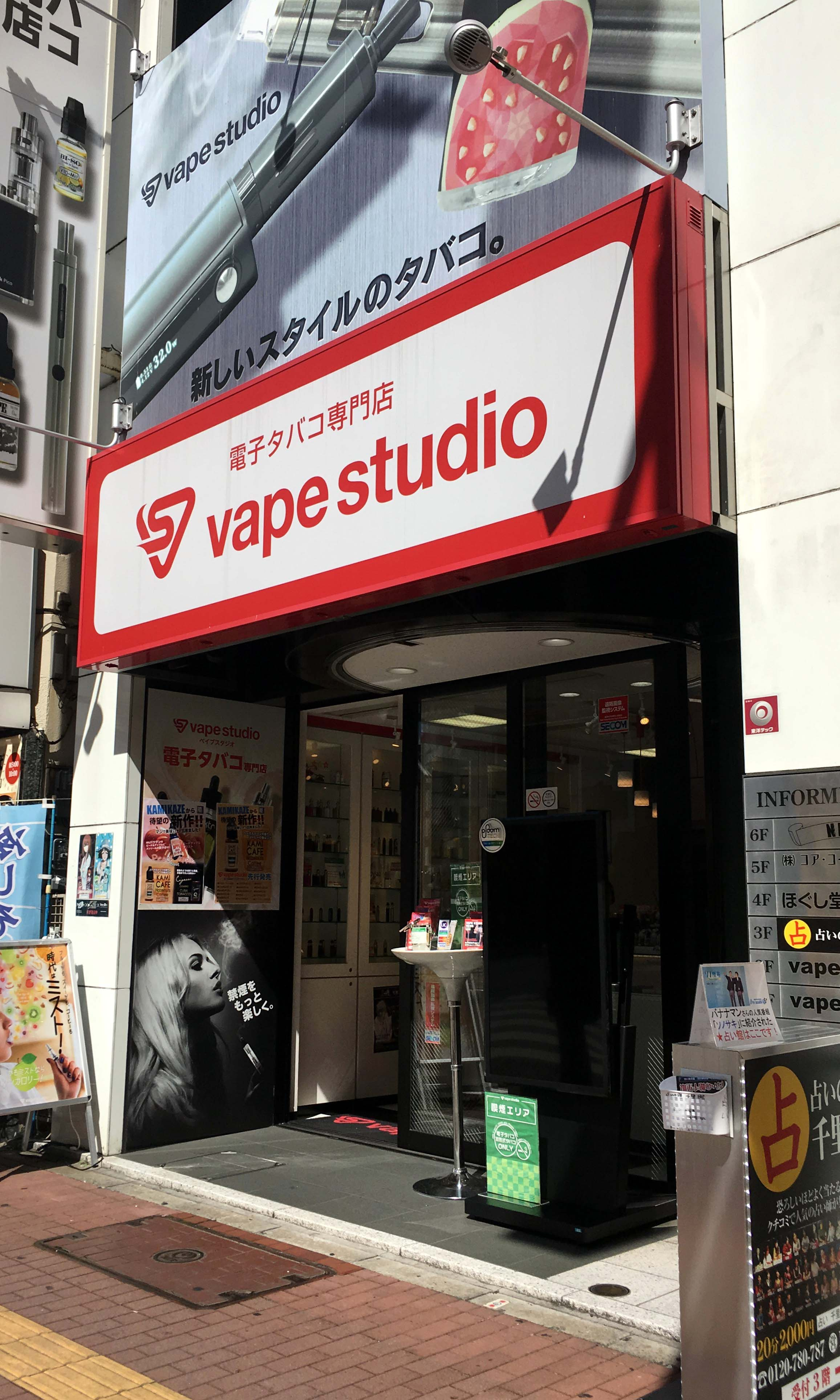
日本の電子たばこ専門店

日本ではニコチンを含有する電子たばこ用の液体は薬事法などで「医薬品」の扱いであり、広く販売するには厚生労働省の承認が必要であるため、参入のハードルが高い。
なおニコチンの個人輸入は未承認医薬品として可能であるため、ニコチンの入った液体式の電子たばこも個人的な使用に限っては使用でき、一度に1か月分120mlまでといった限度がある。日本での登場初期には専門店などもほぼなく、インターネット通販がある程度であったが、2014年に日本でも大きく拡まった。第3世代の電子たばこは、電子たばこ販売実店舗が日本でも増加した。

## イギリス
イギリスのオブライエン保健相は、「毎日電子タバコを吸う人は、禁煙する確率が3倍高くなる」という調査結果を報告し、電子タバコを無料配布する方針。

## 適応
イギリスでは禁煙の選択肢となっており、国民保健サービス (NHS) の「禁煙治療」の情報ページでは、ニコチン置換療法などと共に選択肢のひとつとして紹介され、タールや一酸化炭素が含まれていないため、有害な影響なくニコチンを摂取できると説明され、2016年7月時点では承認された製品は存在しないため自分で購入することとなるが、承認されれば処方できるようになるとされる。イギリスでは禁煙のための製品として評価中である。

## 健康への影響
慢性閉塞性肺疾患（COPD）では禁煙は重要であり、非薬物療法の選択肢として、電子たばこは小規模研究で裏付けられており、新たな選択肢となっている。成分にニコチンを含有する製品は、ニコチン依存症者のためのニコチン供給方法が代わっただけに過ぎない。

### 禁煙の効果
2014年6月の世界保健機関の報告では、禁煙を目的とした場合、1つのランダム化比較試験という限られた有効性の証拠であり結論に達することはできないが、完全に電子たばこに切り替えるのを助ける可能性があるとした。
2014年10月には、ランダム化比較試験によって「電子たばこは離脱症状の緩和に効果があり、8カ月で半数近くが禁煙成功し、喫煙本数も6割減った」という発表を、ベルギーのルーヴェン・カトリック大学の研究グループが、公共保健の国際誌『インターナショナル・ジャーナル・オブ・エンバイロンメンタル・リサーチ&パブリック・ヘルス』誌2014年10月号で報告している。研究グループは、禁煙する意向を持たない48人を対象に、4時間の禁煙後に、第2世代の電子たばこ（第1世代を改良して、バッテリーの持ちをよくして、蒸気をより大量に出せるようにしたもの）と普通のたばこを吸った場合の離脱症状の緩和程度を比較した。また、電子たばこでも普通のたばこでも自由に吸ってもらい、アンケートを続けながら8カ月後の効果を評価した。その結果、電子たばこは普通のたばこと同様に離脱症状を緩和したうえ、呼気中一酸化炭素は増加せず、8カ月後には44%が禁煙し、喫煙本数は60%減少した。禁煙すると増える血中のニコチン濃度に影響はなかったが、呼気中一酸化炭素は減少したと発表。
2015年のシステマティック・レビューで見つかった4つのランダム化比較試験では、喫煙の減少や、完全な禁煙が増加していた。死亡や入院のような重篤な有害事象はなく、口やのどへの刺激感は頻繁に見られた。たばこと電子たばこの二重の使用は、毒性物質の摂取量減少にもかかわらず危険だと誇張されている。一般的な禁煙プログラムはニコチンの多いものから始め、徐々にニコチンの少ないものへ移行し、最終的にはニコチンを含まないものに移行することでニコチン依存から合理的に脱却できるというものである。
2017年12月12日に発表された日本の国立研究開発法人国立がん研究センターの調査・分析結果では、電子タバコ使用による禁煙の有効性は低く、電子タバコを使用した人は、使用しなかった人よりもタバコをやめられた人が38%少なく、電子タバコが禁煙の成功確率を約1⁄3 低下させている。

### ゲートウェイとなる懸念
電子たばこが、たばこの使用につながるのではないかという懸念がある。世界保健機関は、たばこを喫煙したことのない電子たばこ利用者は若者の1%でしかないことを報告している。
Action on Smoking and Health (ASH) は、たばこの禁煙を数十年呼びかけてきた影響力のある禁煙団体であり、2014年には電子たばこの使用者のほとんどが現在か過去の喫煙者だと結論した。
イギリスでの電子たばこの使用率の変化からは、電子たばこ使用率が1%増加するごとに約0.1%禁煙者が増加している。

### 紙巻きたばことの比較
紙巻きたばことの比較はなされている。電子たばこも、止めた際に最大の健康上の利益を享受する。しかし、欧州委員会は、喫煙による死亡を70万人、交通事故を4.3万人、自殺3.3万人、他殺1.8万人と分析し、1970年代にたばこのハーム・リダクション（害低減）の先駆者は、「ニコチンのために喫煙してタールによって死ぬ」と述べ、2007年に英国王立医師会は似たような報告を行い代替置換方法は注目されてきた。
たばこには、4000以上の化学物質と煙に含まれる発がん性物質の毒性作用があり、燃焼に伴って大部分が放出される。ニコチン置換療法でのニコチンの提供では、33,000人以上の観察研究やメタアナリシスによって、心血管疾患のリスク上昇が見られていないため、電子たばこを含め燃焼させずにニコチンが摂取できるニコチン置換療法の形では、低いリスクであることが予想可能である。2014年の世界保健機関（WHO）の見解によれば、通常はたばこよりも1、2桁低い濃度で発がん性化合物や他の毒性物質が含まれており、結論としては燃焼させた従来のたばこよりも毒性物質に暴露されない可能性が高いことを報告した。
薬物に関する独立科学評議会における、ニコチン含有製品を多基準意思決定分析によって数値化した研究では、紙巻きたばこの有害性を100とすると、電子たばこ4、他のニコチン置換療法であるニコチンガムやパッチは約2である。
たばこの喫煙から電子たばこへ切り替えにおいて、ニコチンの摂取量は変化しないまま、主な発がん性物質と有毒物質の代謝産物を測定し、全ての指標は1週間後には低下しており、そうした有害物質への暴露を減らす可能性が考えられた。電子たばこやニコチンパッチに切り替えて6か月以上経過した者を募集し調査したところ、従来の燃焼性のたばこと同じニコチンを得ていながら、尿中の発がん性物質や毒素はたばこよりも少なかった。それらをたばこと二重で使用した場合、たばこの喫煙者と同等であった。
電子たばこの反対者は、健康リスクのないニコチンの使用であっても忌まわしいものとし、コーヒーを飲むような行為として変化してはならず、根絶されるべきだと考えている。
前述の禁煙団体ASHは、非喫煙者が電子たばこからの蒸気によって悪影響を受ける可能性があるという証拠はわずかであるため、公共空間での禁煙法案に電子たばこを含めることに反対した。
2012年には、米フロリダ州の男性が電子たばこを吸っていたところ、電池が爆発する事故が起きた。前歯が折れ、舌の一部がちぎれるなどの大けがをしたという。このようなリチウムイオン二次電池の爆発は携帯電話など他の機器と同じように報告されてきている一方、たばこによる住宅火災はアメリカの2%に過ぎないが火災による死亡とすると14%を占める。こうした問題は「爆発事故の危険性」で後述。
2017年8月4日に発表された「ニコチン製品の相対的な発がん性に関する研究」においてStephens, William E は、以下の順に害が減少するだろうと結論した。燃焼たばこ（通常の紙巻きたばこ）、加熱式たばこ、電子たばこ（通常のパワーで使用）、ニコチン吸入器。
| 物質                                                                                                   | IARC発がん性 | 紙巻たばこ   | 加熱式たばこ | 電子たばこ |
| --- | ------------ | ------------ | ------------ | ---------- |
| アセトアルデヒド                                                                                       | 2B           | 2.55×10−0    | 3.33×10−1    | 4.41×10−3  |
| ホルムアルデヒド                                                                                       | 1            | 1.54×10−1    | 1.06×10−2    | 8.07×10−3  |
| NNN | 1            | 4.63×10−4    | 2.57×10−5    | 1.94×10−7  |
| NNK | 1            | 2.88×10−4    | 1.64×10−5    | 8.39×10−7  |
| カドミウム                                                                                             | 1            | 1.99×10−4    | 検出閾値以下 | 1.01×10−5  |
| 鉛 | 1            | 7.52×10−5    | 4.09×10−6    | 7.06×10−6  |
| ニッケル                                                                                               | 2B           | 検出閾値以下 | 検出閾値以下 | 6.98×10−6  |
| 注・1:発がん性あり、2B:発がん性疑い。指数表記で記載されており、10−0は10−1の10倍、すなわち1を意味する。 |              |              |              |            |

### 健康への悪影響
議論の初期には、世界保健機関（WHO）は、2008年9月に電子たばこによる禁煙効果に対し疑問を呈し、一部の粗悪な製品には毒性のある物質が含まれている可能性もあると注意を呼びかける声明を出している。この問題に関連して、2009年にアメリカ食品医薬品局 (FDA) は、一部の電子たばこに発がん性物質ニトロソアミンやアクロレインなどの毒性物質が含まれることを報告書内で示し、FDAの専門家は中国での製造による品質管理のずさんさが原因だと指摘した。WHOおよび米国疾病管理予防センター (CDC) は若年者の使用においてニコチン依存の増大と喫煙に向かわせるリスクを懸念していることが示されている。FDAによれば、電子たばこは医療機器であり、承認がない限りはそれら製品を販売すべきではないとの見解を示し、それまでに50件の出荷を足止めしたと発表している。米国肺協会（ALA）は支持を表明した。一方、販売者のSmoking Everywhere社が同4月、出荷差し止めは越権行為だとしてFDAを提訴し、注目を集めている。
しかし、2014年6月には世界保健機関は新たな報告書を出している。前述のように、燃焼させた従来のたばこよりも毒性物質に暴露されない可能性が高い、禁煙のための限定的な証拠があるという報告を行った。2015年8月、英国公衆衛生庁は、電子たばこはたばこの喫煙よりも有害性が95%低いとの評価を報告した（つまりたばこの有害性が100とすれば、電子たばこは5）。
2014年11月の日本の厚生労働省の報告では、国内で販売された銘柄の調査により、発がん性のあるホルムアルデヒドが含まれることが判明した。ただし、2014年段階では健康に及ぼす影響や程度については判然としておらず、今後調査が行われる予定とされた。2015年5月には、厚生労働省が電子たばこの一部から発生する蒸気にホルムアルデヒドが含まれていると発表し、NHKなどがその問題を大々的に報じた事に端を発し「電子たばこ=有害性がある」という事が一般消費者に周知された。一方で、電子たばこ製造販売大手のVP Japan（本社・東京都）は、「厚労省の調査は、粗悪な並行輸入品を使ってのものではないか。こういう調査の仕方では、業界全体に問題があるように思われるので困る。日本で販売されている優良品の液体は、香料やグリセリン、プロピレングリコールなどの食品衛生法といった、認められている食品添加物で構成されているし、日本製の優良リキッドを厚労省と同じ検査方法で検査した際、身体に悪い影響を及ぼすほどの有害物質は検出されなかった」と言っている。
2015年、ギリシャのオナシス心臓外科センターと、パトラス大学の研究グループが「第3世代電子たばこは、従来のたばこよりも安全であり、発がん性物質の問題がない」事を報告した。詳しく説明すると、ホルムアルデヒドのような発がん性物質の発生は、異常な加熱を起こす「ドライパフ」が原因であり、これがなければ従来のたばこよりも安全であり、たばこから切り替えるのが適切だという研究報告を発表した。今回、実際の使用状況で大学グループが検証したところ、第3世代の電子たばこで高レベルのアルデヒド類を発生するのは、電圧が高すぎたり、電子たばこの香りなどを付ける液体の吸収部が乾いていたりして、過度に加熱された場合であると判明した。これらの状況は「ドライパフ」と呼ばれ、空だきと言えるような状態で、異常な加熱に伴い吸っている人は不快な味からドライパフが分かるという。
こうした研究にはコメントが寄せられており、日本での2014年11月と、2015年の研究は、人間の喫煙者が使用したのではない状況で生成されており、従来のたばこ製品と禁煙薬の地位を脅かすという電子たばこの技術のために、明白な欠陥のある研究や、誇張された報道になりうると主張された。2016年3月には『ランセット』誌にて、そうした先行研究はバイアス（偏り）を最小限にするための措置が講じられていないと批判され、たばこには有害な証拠が多く存在するが電子たばこでは証拠が不足しており、意思決定分析モデルでの評価や、有害性を評価するための専門知識によって、電子たばこはたばこの喫煙よりも有害性が95%低いと評価されている。
2016年には、米ノースカロライナ大学チャペルヒル校のイローナ・ヤスパース氏らの研究チームによって、電子たばこも喫煙と同様、鼻粘膜の免疫抑制・炎症反応遺伝子の発現を抑制させると報告された。同研究チームの発表によると、従来の喫煙者と非喫煙者を調査・比較した。結果、喫煙者において53の遺伝子が、非喫煙者に比べて弱まっており、いくつかの免疫系統に影響があること、また、電子たばこの吸入についても、従来の喫煙と同じく53の遺伝子活動に変化があったほか、非喫煙者に比べて合計で358の免疫遺伝子の活動が変化していると報告されている。
2017年、日本呼吸器学会は禁煙推進委員会からのお知らせとして「非燃焼・加熱式タバコや電子タバコに対する日本呼吸器学会の見解」を出している。
1. 非燃焼・加熱式タバコや電子タバコの使用は、健康に悪影響がもたらされる可能性がある。
2. 非燃焼・加熱式タバコや電子タバコの使用者が呼出したエアロゾルは周囲に拡散するため、受動吸引による健康被害が生じる可能性がある。従来の燃焼式タバコと同様に、すべての飲食店やバーを含む公共の場所、公共交通機関での使用は認められない。

### アメリカでの多数の入院例、死亡者「重篤な呼吸器疾患（EVALI（英語版）)」
2500人以上の罹患者（入院は2200人以上）、50人以上の死亡者が出ている。ビタミンEアセテートが主要な原因成分とされ、THC（テトラヒドロカンナビノール）の関与も強く疑われている。

2019年、米イリノイ州の保健当局は、電子たばこを使用した成人男性の1人が、重篤な呼吸器疾患（EVALI)にかかり死亡したことを発表。電子たばこによる死者が報告された最初の例の可能性がある。アメリカ疾病対策センター（CDC）によれば、電子たばこによって重篤な肺の病気を患った可能性のある人の数は22州で193人に上るとみている。2019年11月13日現在、患者数は49州の2172人になった。2019年12月3日現在では2291人が入院し、48人が死亡した。12月17日現在では、2506人がかかり、54人が死亡している。CDCは11月14日に主な原因はビタミンEアセテートの吸入であると発表した。またTHC(テトラヒドロカンナビノール＝大麻の有効成分）の影響を排除しないとした。

## 爆発事故の危険性
2018年5月、米フロリダ州で、スモーキーマウンテン社製の電子タバコが爆発する事故が発生。電子タバコを所有していた男性喫煙者に破片が直撃して死亡した。アメリカ食品医薬品局は、爆発の原因をバッテリー関連である可能性を指摘。また、米国消防局によると、2009年から2016年の間に電子たばこによる爆発事故や火災は、個別のもので195件、133人の重傷者が発生しており、2015年のコロラド州の事例では、29歳の男性が首を骨折し、歯が粉々になったこと、同年1月に発生したデンバー国際空港の火災は、ペン型電子たばこのリチウムイオン二次電池が原因であったことが報じられている。

## 各国の規制
シンガポールでは、水たばこ、噛みたばこ等共々、電子たばこの所持自体が禁じられており、所持しているだけで最高10,000シンガポール・ドルの罰金および最高6ヶ月の禁固刑（初犯の場合）に処せられる。
タイにおいても、電子たばこには関税がかかっていないため所持しているだけでも違法であり、5年未満の懲役またはその電子たばこの価格の5倍の罰金が科される。さらに電子たばこと水たばこを販売・購入・輸入した者に対しては10年未満の懲役および100万バーツ未満の罰金が科される。
香港では、2018年10月、政府が健康上の理由で電子たばこを全面禁止とする方針を示した。
インドのシタラマン財務相は2019年9月18日、電子たばこの生産・販売・輸入を全面的に禁止し、違反者には罰金や禁錮刑を適用すると発表した。            
2019年10月にはMetaが運営するFacebookやInstagramでも電子たばこに関するスポンサード投稿が禁止された。
台湾では、2023年3月22日に改正された「菸害防制法」（たばこ被害防止法）により、電子タバコ、加熱式たばこの製造、輸入、販売、広告等が全面禁止され、違反者には最高500万台湾ドルの罰金が科される。      

### 未成年者への販売
一部の国や都市は法律によって電子たばこの未成年者への販売を禁止している。世界保健機関（WHO）では2014年8月26日に電子たばこに関する報告書を発表し、「電子たばこの蒸気は、宣伝されているような単なる『水蒸気』ではない」「青少年や胎児に健康上の深刻な脅威をもたらす」との見解を示し、電子たばこの未成年者への販売の禁止を勧告している。
2016年5月5日にアメリカ食品医薬品局（FDA）は、18歳未満への電子たばこの販売を禁じると発表した。

### 公共空間での使用
未成年者の販売と同様、一部の国や都市は法律によって公共の場での使用を禁じており、WHOも上記の2014年8月26日の報告書で各国に公共施設の屋内での使用の禁止を勧告している。
日本では、2016年9月時点で路上喫煙禁止条例で禁煙の対象外としているのは、福岡市、北九州市、長崎市、熊本市、大分市、宮崎市であり、禁止としているのは横浜市、広島市、佐賀市である。可としている地区の多くは火のついたたばこではないという理由であり、禁止している横浜市は、たばこを吸うことを喫煙と規定している。なお2019年において、横浜市は加熱式は製造たばことして条例の規制対象とする一方、電子タバコは製造たばこ外として条例の適応外と規定している。滋賀県では路上喫煙に対して野洲市が禁止、規制対象外とするのは長浜市、草津市、彦根市、米原市だが、「紛らわしいので控えてほしい」としている。北海道旅客鉄道（JR北海道）で2009年5月1日より列車内（「白鳥」など道外直通列車は除く）や駅施設内の禁煙エリアにおいて、電子たばこを使用禁止としている。
2020年東京オリンピックの開催に向けて、受動喫煙を防止するための健康増進法改正案が進んでいる。飲食店での禁煙について、電子たばこは法律から除外されているが、加熱式たばこも原則禁煙対象とする厚生労働省の方針も出されている。